# Julia (film 1977)
Julia – amerykański dramat biograficzny z 1977 roku w reżyserii Freda Zinnemanna. Adaptacja prozy Lillian Hellman, wykorzystująca fakty z jej życia.

## Produkcja
Zdjęcia do filmu kręcono w Anglii i we Francji w następujących lokalizacjach:
- Winterton-on-Sea (hrabstwo Norfolk) – sceny na plaży;
- Derwent Water w Parku Narodowym Lake District (Kumbria);
- Oksford (St John’s College, New College, Biblioteka Bodlejańska) – sceny na uniwersytecie;
- Paryż (Hotel Le Meurice, Jardin des Tuileries, dworzec kolejowy Gare du Nord, szpital Hôpital Villemin);
- Strasburg – sceny rozgrywające się w Wiedniu i Berlinie[1].

## Fabuła
Film opowiada o przyjaźni tej amerykańskiej pisarki z tytułową Julią. Porusza on także kwestię nietypowej relacji łączącej Hellman z pisarzem Dashielem Hammettem, jej towarzyszem życia przez 30 lat.

## Obsada
- Jane Fonda – Lillian Hellman
- Vanessa Redgrave – Julia
- Jason Robards – Dashiell Hammett
- Maximilian Schell – Johann
- Hal Holbrook – Alan Campbell
- Rosemary Murphy – Dorothy Parker
- Lisa Pelikan – młoda Julia
- John Glover – Sammy
- Meryl Streep – Anne Marie

## Nagrody i wyróżnienia
Nagroda Akademii Filmowej
- Najlepszy aktor drugoplanowy – Jason Robards
- Najlepsza aktorka drugoplanowa – Vanessa Redgrave
- Najlepszy scenariusz adaptowany – Alvin Sargent
- Najlepszy film – Richard Roth (nominacja)
- Najlepsza reżyseria – Fred Zinnemann (nominacja)
- Najlepsza aktorka pierwszoplanowa – Jane Fonda (nominacja)
- Najlepszy aktor drugoplanowy – Maximilian Schell (nominacja)
- Najlepsze zdjęcia – Douglas Slocombe (nominacja)
- Najlepszy montaż – Walter Murch, Marcel Durham (nominacja)
- Najlepsze kostiumy – Anthea Sylbert (nominacja)
- Najlepsza muzyka filmowa – Georges Delerue (nominacja)

Złoty Glob
- Najlepsza aktorka w filmie dramatycznym – Jane Fonda
- Najlepsza aktorka drugoplanowa – Vanessa Redgrave
- Najlepszy film dramatyczny (nominacja)
- Najlepszy aktor drugoplanowy – Jason Robards (nominacja)
- Najlepszy aktor drugoplanowy – Maximilian Schell (nominacja)
- Najlepszy reżyser – Fred Zinnemann (nominacja)
- Najlepszy scenariusz – Alvin Sargent (nominacja)

BAFTA
- Najlepsza aktorka pierwszoplanowa – Jane Fonda
- Najlepsze zdjęcia – Douglas Slocombe
- Najlepszy film
- Najlepszy scenariusz – Alvin Sargent
- Najlepszy aktor drugoplanowy – Jason Robards (nominacja)
- Najlepszy reżyser – Fred Zinnemann (nominacja)
- Nagroda im. Anthony’ego Asquitha za najlepszą muzykę filmową – Georges Delerue (nominacja)
- Najlepsza scenografia – Carmen Dillon, Gene Callahan, Willy Holt (nominacja)
- Najlepszy montaż – Walter Murch (nominacja)

Cezar
- Najlepszy film zagraniczny – Fred Zinnemann (nominacja)

Amerykańska Gildia Scenarzystów
- Najlepszy scenariusz adaptowany dramatu – Alvin Sargent

Amerykańska Gildia Reżyserów Filmowych
- Najlepsze osiągnięcie reżyserskie w filmie fabularnym – Fred Zinnemann (nominacja)

David di Donatello
- Najlepsza aktorka zagraniczna – Jane Fonda